# يونس مخيون
يونس ذكي عبد الحليم مخيون (25 ديسمبر 1955-) طبيب أسنان بمدينة أبو حمص، والرئيس السابق لحزب النور السلفي وعضو مجلس الإدارة العام للدعوة السلفية. وهو أيضا عضو مجلس شورى الدعوة السلفية. كما أنه كان أحد أعضاء الجمعية التأسيسية لكتابة الدستور المصري عام 2012. وكان قبلها عضو مجلس الشعب المصري 2012. انتخب بالتزكية يوم 9 يناير 2013م. سبقة في رئاسة الحزب السيد عماد الدين عبد الغفور الذي انفصل عن الحزب وأسس حزب الوطن.
ولد في أبو حمص في محافظة البحيرة. حصل على بكالوريوس طب وجراحة الفم والأسنان من جامعة الإسكندرية وذلك في سنة 1980م. ثم أعقبها ليسانس الشريعة الإسلامية من جامعة الأزهر سنة 1999م. حاصل على إجازة لقراءة كتب السنة الستة من فضيلة الشيخ محمد إسماعيل المقدم. عضو مجلس إدارة الدعوة السلفية العام على مستوى الجمهورية. مسئول الدعوة السلفية بمحافظة البحيرة. عضو مجلس شورى الدعوة السلفية. عضو الهيئة العليا لحزب النور. تم اختياره عضوا في مجلس شيوخ حزب النور وهو أعلى هيئة بالحزب. بدأ النشاط الدعوي وهو في السنة الثالثة بكلية طب الأسنان وتعرض لمضايقات عديدة بسبب جهوده الدعوية. كانت له مشاركات عديدة في الأنشطة الطلابية في الجامعة. تمت دعوته من قبل الرئاسة في السادس والعشرين من فبراير لعام 2013 م لحضور حوار دعى له محمد مرسي حول انتخابات برلمان 2013 وقام بتلبية الدعوة في حين امتنع الكثيرين من ممثلى الأحزاب مثل حزب الوفد وحزب الدستور وجميع أحزاب جبهة الإنقاذ الوطنى والكثيرين من الشخصيات العامة.
متزوج ولديه سبعة أبناء (6 بنات وولد)، وهو خال الفنان عبد العزيز مخيون، اعتقل بعد اغتيال السادات سنة 1981م بسبب نشاطه الدعوي ليخرج من المعتقل في أواخر سنة 1982م. استأنف النشاط الدعوي بمركز أبو حمص عقب خروجه من المعتقل وهو مؤسس الدعوة السلفية بها. تم اعتقاله 3 مرات من قبل أجهزة الأمن في العهد السابق نتيجة نشاطه الدعوي وبدون توجيه تهم. يلقي دروسا منتظمة بمساجد أبو حمص في التوحيد والفقه والسيرة والقضايا السياسية المعاصرة. له نشاط اجتماعي واسع النطاق في فض المنازعات والأعمال الخيرية المختلفة. كان له دور بارز أثناء ثورة 25 يناير وذلك في قيادة حماية المنشآت والمرافق العامة وحفظ الأمن الداخلي في مركز أبوحمص.